# Кесиль, Денис Сергеевич
Денис Сергеевич Кесиль (укр. Денис Сергійович Кесіль; род. 26 октября 2000, Кривой Рог, Днепропетровская область) — украинский пловец, рекордсмен Украины на дистанции 200 м баттерфляем.

## Спортивная карьера
Участник Олимпийских игр (2020, Токио, Япония).
3-е место на чемпионате Европы среди юниоров (2017, Нетания, Израиль).
3-е место на чемпионате Европы среди юниоров (2018, Хельсинки, Финляндия).
2-е место на юношеских Олимпийских играх (Буэнос-Айрес, Аргентина).
2-е место на Всемирных играх военнослужащих (Ухань, Китай).

### Спортивные результаты
| Год  | Состязание                          | Место проведения        | 100 м баттерфляем | 100 м баттерфляем | 200 м баттерфляем | 200 м баттерфляем | 50 м на спине | 50 м на спине | 200 м комплексом | 200 м комплексом | 400 м комплексом | 400 м комплексом |
| Год  | Состязание                          | Место проведения        | Время             | Место             | Время             | Место             | Время         | Место         | Время            | Место            | Время            | Место            |
| ---- | ----------------------------------- | ----------------------- | ----------------- | ----------------- | ----------------- | ----------------- | ------------- | ------------- | ---------------- | ---------------- | ---------------- | ---------------- |
| 2018 | Юношеские Олимпийские игры          | Буэнос-Айрес, Аргентина | 53.47             | 9                 | 1:55.89           | 2                 | н/д           | н/д           | н/д              | н/д              | н/д              | н/д              |
| 2018 | Чемпионат мира (25 м)               | Ханчжоу, Китай          | н/д               | н/д               | 1:56.04           | 25                | н/д           | н/д           | н/д              | н/д              | н/д              | н/д              |
| 2019 | Чемпионат мира                      | Кванджу, Южная Корея    | 53.39             | 28                | 1:54.79 NR        | 5                 | н/д           | н/д           | н/д              | н/д              | 4:24.99          | 24               |
| 2019 | Всемирные игры среди военнослужащих | Ухань, Китай            | н/д               | н/д               | 1.57.14           | 2                 | н/д           | н/д           | н/д              | н/д              | н/д              | н/д              |
| 2019 | Чемпионат Европы (25 м)             | Глазго, Великобритания  | 53.34             | 48                | 1.54.49           | 13                | н/д           | н/д           | 2.01.53          | 43               | н/д              | н/д              |
| 2021 | Чемпионат Европы                    | Будапешт, Венгрия       | 53.51             | 41                | 1:56.99           | 12                | 27.11         | 50            | н/д              | н/д              | н/д              | н/д              |
| 2021 | Олимпийские игры                    | Токио, Япония           | н/д               | н/д               | 1:56.37           | 21                | н/д           | н/д           | н/д              | н/д              | н/д              | н/д              |
| 2021 | Чемпионат мира (25 м)               | Абу-Даби, ОАЭ           | 52.96             | 47                | 1:55.70           | 20                | н/д           | н/д           | н/д              | н/д              | н/д              | н/д              |
| 2022 | Чемпионат мира                      | Будапешт, Венгрия       | н/д               | н/д               | 1:58.36           | 22                | н/д           | н/д           | н/д              | н/д              | н/д              | н/д              |

## Награды
- Мастер спорта Украины международного класса.